# Ninja Special Forces Justy Wind - Righ Mind -

Ninja Special Forces Justy Wind - Righ Mind - (忍者特捜ジャスティーウインド　Righ Mind) es una película japonesa, del 26 de octubre de 2007, producida por Zen Pictures. Es una película del género tokusatsu, de acción y aventuras, con artes marciales, dirigido por Toru Kikkawa, y protagonizada por Aimi Hoshii, Ayumi Onodera, Rie Teduka, Asano Aikawa. 
El idioma es en japonés, pero también está disponible con subtítulos en inglés, en DVD o descargable por internet.

## Saga de Justy Wind
- Ninja Special Forces Justy Wind - Righ Mind - (2007)
- Ninja Special Forces Justy Wind - Bad Copy - (2007)
- Ninja Special Agent Justy Wind vs. Evil American Comic Books Characters - 1 (2010)
- Ninja Special Agent Justy Wind vs. Evil American Comic Books Characters - 2 (2010)
- Justy Wind The Begining (2010)

## Argumento
"Justy Wind" fue creado para luchar contra el mundo de las sombras, pero la luchadora Hazuki Yasiro "Mighty Wind" está exhausta por los interminables días de batallas. Ella casi sufrió una derrota en su última batalla, y ahora lucha contra la poderosa Ellis, que es una luchadora de élite del malvado grupo científico llamado Irod. Ellis arroja a Mighty Wind cerca de tres chicas que se encuentran rodando una película llamadas Miho Hidaka, Reiko Misora y Chie Yukimori. Las chicas piensan que la batalla se trata de parte de la filmación, pero al ver que Mighty Wind se transforma en Hazuki, se dan cuenta de que se trata de una lucha real. Hazuki está a punto de ser derrotada por Ellis, pero las tres chicas tratarán de evitarlo como pueden. Hazuki, al ver como la defienden tan noble y bravamente, decide darles los poderes de justicia, y Miho se transforma en "Justy Wind Rojo", Reiko en "Justy Wind Azul" y Chie en "Justy Wind Blanco".